# Long Sơn, Tương Tây
Long Sơn (chữ Hán giản thể:龙山县) là một huyện thuộc Châu tự trị dân tộc Thổ Gia, Miêu Tương Tây, tỉnh Hồ Nam. Cộng hòa Nhân dân Trung Hoa.
Diện tích là 3.131 km2, tổng dân số là 590.000 người, trong đó có 418.900 người dân tộc thiểu số, chiếm 71%, chủ yếu là người Thổ Gia và người Miêu.  Chính quyền nhân dân quận tại: Đường chính Dân An. Tổng giá trị sản xuất trong nước là 1,49 tỷ nhân dân tệ (năm 2004). Chính quyền huyện đóng ở trấn Dân An. Văn hóa Thổ Gia phong phú là đặc trưng của huyện Long Sơn.  Hầu hết  người còn nói tiếng Thổ Gia trong cả nước tập trung ở huyện Long Sơn. Mã số bưu chính là 4168xx, mã vùng điện thoại là 0730. 